# Tennistoernooi van Rome 1993
|                                    |  |                                            |
| Jim Courier, winnaar bij de mannen |  | Conchita Martínez, winnares bij de vrouwen |

Het tennistoernooi van Rome van 1993 werd van 3 tot en met 17 mei 1993 gespeeld op de gravelbanen van het Foro Italico in de Italiaanse hoofdstad Rome. De officiële naam van het toernooi was Italian Open.
Het toernooi bestond uit twee delen:
- ATP-toernooi van Rome 1993, het toernooi voor de mannen, van 10 tot en met 17 mei
- WTA-toernooi van Rome 1993, het toernooi voor de vrouwen, van 3 tot en met 9 mei

ATP-toernooi van Rome – WTA-toernooi van Rome

1990 · 1991 · 1992 · 1993 · 1994 · 1995 · 1996 · 1997 · 1998 · 1999 · 2000 · 2001 · 2002 · 2003 · 2004 · 2005 · 2006 · 2007 · 2008 · 2009 · 2010 · 2011 · 2012 · 2013 · 2014 · 2015 · 2016 · 2017 · 2018 · 2019 · 2020 · 2021 · 2022 · 2023 · 2024